# Vela nos Jogos Olímpicos de Verão de 1980 - Star
As provas da classe Star da vela nos Jogos Olímpicos de Verão de 1980 ocorreram entre 21 e 29 de julho daquele ano no Tallinna Olümpiapurjespordikeskus, complexo esportivo localizado em Tallinn, na atual Estônia. O programa compunha sete regatas. Para esta classe, houve 28 velejadores de 13 nações inscritas.

## Medalhistas
A dupla soviética Valentin Mankin e Aleksandr Muzychenko finalizou a competição em primeiro lugar, tendo vencido duas das sete regatas, e conquistou a medalha de ouro. A prata firmou-se com os austríacos Hubert Raudaschl e Karl Ferstl. Por fim, a medalha de bronze ficou com Giorgio Gorla e Alfio Peraboni, da Itália.
|  | URS União Soviética                  |  | AUT Áustria                  |  | ITA Itália                   |
|  | Valentin Mankin Aleksandr Muzychenko |  | Hubert Raudaschl Karl Ferstl |  | Giorgio Gorla Alfio Peraboni |

## Resultados
Estes foram os resultados da competição:
| Pos.              | Tripulação                                                            | Regata I | Regata I | Regata II | Regata II | Regata III | Regata III | Regata IV | Regata IV | Regata V | Regata V | Regata VI | Regata VI | Regata VII | Regata VII | Total | Total -1 |
| Pos.              | Tripulação                                                            | Pts.     | Pos.     | Pts.      | Pos.      | Pts.       | Pos.       | Pts.      | Pos.      | Pts.     | Pos.     | Pts.      | Pos.      | Pts.       | Pos.       | Total | Total -1 |
| ----------------- | --------------------------------------------------------------------- | -------- | -------- | --------- | --------- | ---------- | ---------- | --------- | --------- | -------- | -------- | --------- | --------- | ---------- | ---------- | ----- | -------- |
| Medalha de ouro   | URS Valentin Mankin e Aleksandr Muzychenko                            | 2        | 3.0      | 1         | 0.0       | 1          | 0.0        | 5         | 10.0      | 1        | 0.0      | 6         | 11.7      | 7          | 13.0       | 37.7  | 24.7     |
| Medalha de prata  | AUT Hubert Raudaschl e Karl Ferstl                                    | 1        | 0.0      | 4         | 8.0       | DSQ        | 20.0       | 3         | 5.7       | 2        | 3.0      | 1         | 0.0       | 9          | 15.0       | 51.7  | 31.7     |
| Medalha de bronze | ITA Giorgio Gorla e Alfio Peraboni                                    | 3        | 5.7      | 3         | 5.7       | 3          | 5.7        | 4         | 8.0       | 4        | 8.0      | 2         | 3.0       | 6          | 11.7       | 47.8  | 36.1     |
| 4                 | SWE Peter Sundelin e Håkan Lindström                                  | 6        | 11.7     | 5         | 10.0      | 5          | 10.0       | 1         | 0.0       | 5        | 10.0     | 7         | 13.0      | 2          | 3.0        | 57.7  | 44.7     |
| 5                 | DEN Jens Christensen e Morten Nielsen                                 | 4        | 8.0      | 7         | 13.0      | 12         | 18.0       | 2         | 3.0       | 6        | 11.7     | 5         | 10.0      | 1          | 0.0        | 63.7  | 45.7     |
| 6                 | NED Boudewijn Binkhorst e Kobus Vandenberg                            | 10       | 16.0     | 2         | 3.0       | 2          | 3.0        | 11        | 17.0      | 3        | 5.7      | 3         | 5.7       | 10         | 16.0       | 66.4  | 49.4     |
| 7                 | ESP Antonio Gorostegui e José Benavides                               | 7        | 13.0     | 8         | 14.0      | 7          | 13.0       | 6         | 11.7      | 7        | 13.0     | 4         | 8.0       | 12         | 18.0       | 90.7  | 72.7     |
| 8                 | GDR Wolf-Eberhard Richter, Olaf Engelhardt e Bernd Jäkel              | 8        | 14.0     | 13        | 19.0      | 6          | 11.7       | 13        | 19.0      | 10       | 16.0     | 9         | 15.0      | 4          | 8.0        | 102.7 | 83.7     |
| 9                 | BRA Eduardo de Souza Ramos e Peter Erzberger                          | 9        | 15.0     | 11        | 17.0      | 8          | 14.0       | 8         | 14.0      | 9        | 15.0     | 11        | 17.0      | 5          | 10.0       | 102.0 | 85.0     |
| 10                | HUN György Holovits e Tamás Holovits                                  | 5        | 10.0     | 12        | 18.0      | 9          | 15.0       | 7         | 13.0      | 12       | 18.0     | 8         | 14.0      | 11         | 17.0       | 105.0 | 87.0     |
| 11                | FIN Peter Tallberg e Mathias Tallberg                                 | 12       | 18.0     | 6         | 11.7      | 4          | 8.0        | 12        | 18.0      | 11       | 17.0     | 10        | 16.0      | 13         | 19.0       | 107.7 | 88.7     |
| 12                | POL Tomasz Holc e Zbigniew Malicki                                    | 11       | 17.0     | 10        | 16.0      | 10         | 16.0       | 9         | 15.0      | DNF      | 20.0     | DNF       | 20.0      | 3          | 5.7        | 109.7 | 89.7     |
| 13                | SUI Jean-Claude Vuithier Sr., Heinz Maurer e Jean-Philippe L'Huillier | 13       | 19.0     | 9         | 15.0      | 11         | 17.0       | 10        | 16.0      | 8        | 14.0     | DSQ       | 20.0      | 8          | 14.0       | 115.0 | 95.0     |

### Classificação diária

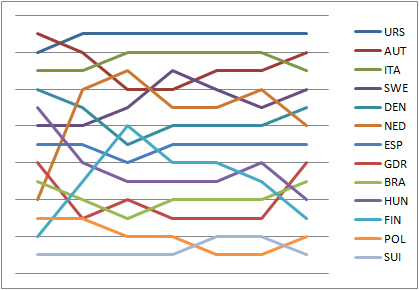
Gráfico mostrando a classificação diária na classe.